# HD 10180 f
HD 10180 f es un exoplaneta en órbita a HD 10180, una enana amarilla muy similar a Sol situado a unos 128 años luz del Sistema Solar en la constelación de Hydrus. Se detectó en el verano de 2010 alrededor de la estrella mediante el método de velocidad radial.

## Características del planeta
El método de velocidad radial no determina el ángulo de órbita del planeta con respecto al plano del cielo o de la línea de visión, de modo que no puede ser determinado. En el caso de HD 10180 f, su masa mínima es de unas 24 veces la masa de la Tierra, es decir, alrededor del doble de la masa de Urano.
Es un planeta tipo "Neptuno caliente" solo que con el doble de masa que Neptuno y muy similar a la masa de HD 10180 e. A una distancia orbital de 0,49 AU y con una excentricidad de 0,13, su órbita apretada y salvaje es análoga a la de Mercurio, con un rango de cuerpo negro a temperatura similar, aunque con su inmensa masa, cualquier efecto invernadero causado por una atmósfera daría temperaturas abrasador similares a las de Venus o mayores. La distancia orbital estimada y la excentricidad se redujeron ligeramente en 2012. La probabilidad de detección falsa es menor que 0,1%.